# كونستنت بوتشر
كونستنت بوتشر هو منافس ألعاب قوى سويسري، (و. 1900 – 1985 م).

## وصلات خارجية
- كونستنت بوتشر على موقع أوليمبيديا (الإنجليزية)